# Francisco Ascaso

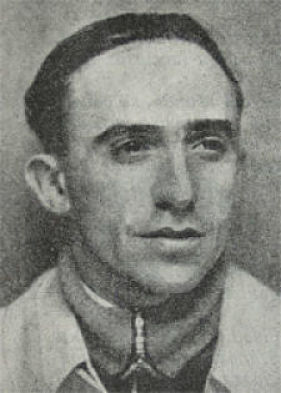
Francisco Ascaso

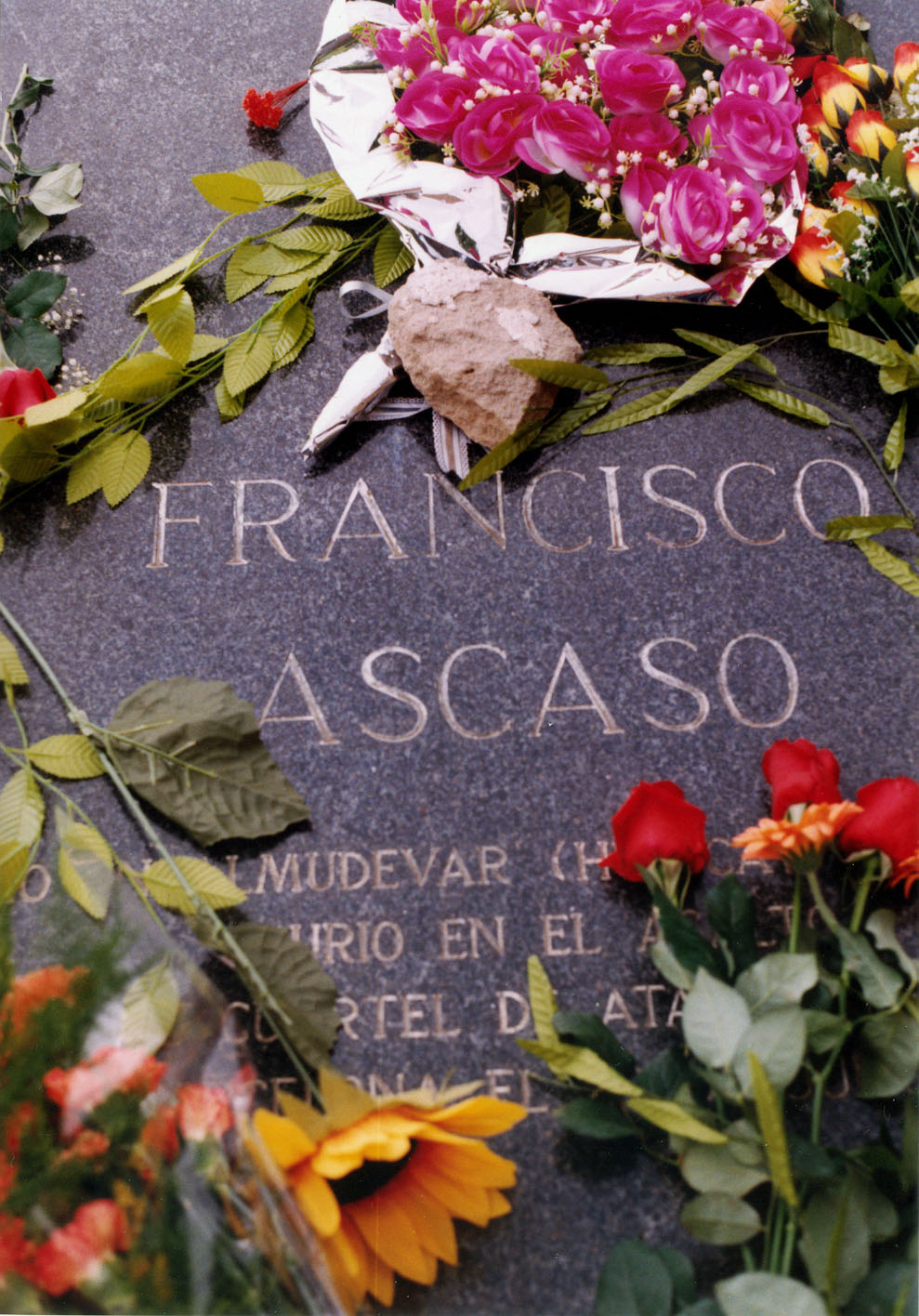
Francisco Ascasos Grab, Friedhof Montjuïc

Francisco Ascaso Abadía (* 1. April 1901 in Almudévar, Provinz Huesca; † 20. Juli 1936 in Barcelona) war ein spanischer Anarchist und Bürgerkriegsteilnehmer sowie eine prominente Figur des Anarchosyndikalismus in Spanien.

## Leben
Ascaso trat der Confederación Nacional del Trabajo (CNT) und einer ihrer bewaffneten Gruppen, Los Justicieros, als Bäcker und Kellner bei. Er ging 1922 nach Barcelona, wo die Gruppe unter dem Namen Los Solidarios bekannt wurde und namhafte Personen wie Buenaventura Durruti, Juan García Oliver, Antonio Ortiz und Gregorio Jover einband. Sie wurden als Bekämpfer von Verbrechern aktiv, die von Geschäftsleuten gegen die Gewerkschaften angeheuert wurden, und überfielen einige Male Banken.
1923, als Miguel Primo de Riveras Diktatur begann, floh Ascaso mit einigen Genossen nach Frankreich. Da die französischen Autoritäten ihnen mit Feindseligkeit begegneten, gingen er und Durruti nach Lateinamerika, wo sie argentinische Anarchisten bei gewalttätigen Aktionen unterstützten. Bei ihrer Rückkehr nach Frankreich wurden sie mit der Begründung verhaftet, einen Anschlag auf Alfonso XIII von Spanien während seines noch folgenden Aufenthaltes in Paris geplant zu haben. Ihre Verurteilung wurde wegen Mangels an Beweisen verhindert, aber sie wurden ausgewiesen, und ihnen wurde der Aufenthalt an weiteren Orten untersagt, unter anderem Belgien, Deutschland und Schweden. Ascaso blieb aber in Frankreich und lebte fortan im Untergrund.
Direkt nach Ausrufung der Zweiten Spanischen Republik 1931 kehrte er nach Spanien zurück und gründete die revolutionäre Gruppe Nosotros, die radikaler als die Federación Anarquista Ibérica (FAI) war. Er beteiligte sich an den anarchistischen Revolten, die die ersten Jahre der Republik kennzeichneten, und wurde 1932 festgenommen und nach Bata an der Küste von Río Muni deportiert, später auf die Kanarischen Inseln. Ein Jahr später tauchte er in Sevilla auf, wo er erneut verhaftet wurde. 1934 wurde er Generalsekretär der regionalen CNT.

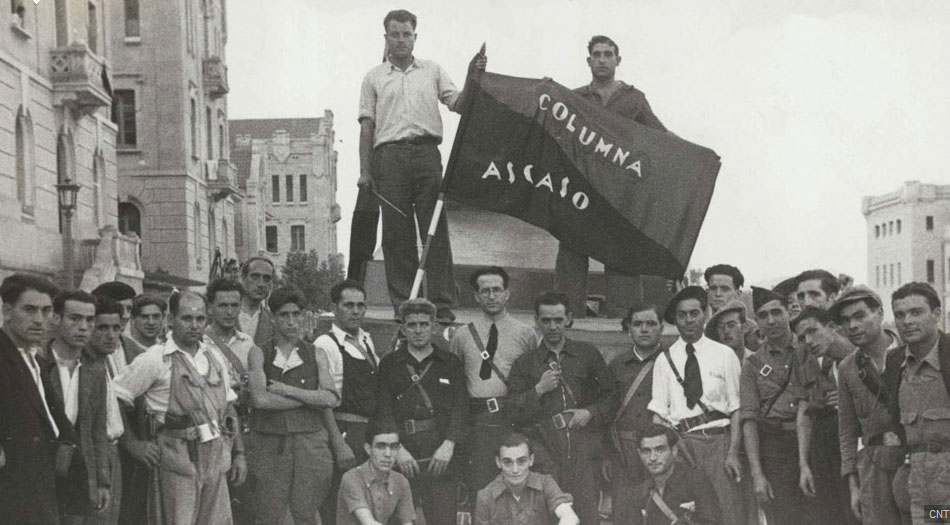
Kolonne Ascaso an der Front in Aragon (1936)

Er starb im Spanischen Bürgerkrieg am ersten Tag der Auseinandersetzung in Barcelona während des blutigen Kampfes um die Atarazanas-Kaserne. Kurz darauf wurde eine Kolonne der anarchistischen Miliz nach ihm benannt, die Kolonne Francisco Ascaso. Er ist auf dem städtischen Friedhof von Barcelona, dem Cementiri de Montjuïc begraben.